# Architects
Architects is een Engelse metalcoreband uit Brighton, Engeland. De band werd opgericht in 2004 door de tweelingbroers Dan en Tom Searle. Sinds 2017 bestaat de band uit Dan Searle (drums), Alex Dean (basgitaar), Sam Carter (zang), Adam Christianson (gitaar) en Josh Middleton (gitaar).
Kort na de release van hun zevende album All Our Gods Have Abandoned Us in 2016, stierf gitarist en voornaamste songwriter Tom Searle aan huidkanker. In September 2017 werd de single Doomsday uitgebracht. Dit was het laatste nummer waar Tom Searle aan werkte voor zijn dood. Het werd uitgebracht als single op hun achtste album Holy Hell, hun eerste zonder Tom Searle.

## Bezetting

### Huidige bandleden
- Sam Carter – zang
- Josh Middleton – gitaar
- Adam Christianson - gitaar
- Dan Searle – drums
- Alex "Ali Dino" Dean – basgitaar

### Voormalige bandleden
- Tom Searle – gitaar (†overleden op 20 augustus 2016)[1]
- Matt Johnson – zang
- Tim Lucas – basgitaar
- Casey Lagos – basgitaar
- Bobby Daniels - basgitaar

## Discografie

### Albums
| Album met hitnotering(en) in de Vlaamse Ultratop 200 albums | Datum van verschijnen | Datum van binnenkomst | Hoogste positie | Aantal weken | Opmerkingen |
| ----------------------------------------------------------- | --------------------- | --------------------- | --------------- | ------------ | ----------- |
| Nightmares                                                  | 15/05/2006            | -                     | -               | -            |             |
| Ruin                                                        | 25/06/2007            | -                     | -               | -            |             |
| Hollow Crown                                                | 26/01/2009            | -                     | -               | -            |             |
| The Here and Now                                            | 21/01/2011            | -                     | -               | -            |             |
| Daybreaker                                                  | 28/05/2012            | 02/06/2012            | 182             | 1            |             |
| Lost Forever / Lost Together                                | 10/03/2014            | 15/03/2014            | 111             | 5            |             |
| All Our Gods Have Abandoned Us                              | 27/05/2016            | 04/06/2016            | 40              | 6            |             |
| Holy Hell                                                   | 9/11/2018             | 17/11/2018            | 34              | 8            |             |
| For Those That Wish to Exist                                | 26/02/2021            | 06/03/2021            | 16              | 4            |             |
| The Classic Symptoms of a Broken Spirit                     | 21/10/2022            | 29/10/2022            | 70              | 1            |             |
| The Sky, The Earth & All Between                            | 28/02/2025            | 08/03/2025            | 24              | 5            |             |

### Singles
| Single met hitnotering(en) in de Vlaamse Ultratop 50 | Datum van verschijnen | Datum van binnenkomst | Hoogste positie | Aantal weken | Opmerkingen |
| ---------------------------------------------------- | --------------------- | --------------------- | --------------- | ------------ | ----------- |
| Black Lungs                                          | 2/12/2020             | 16/01/2021            | Tip             | -            |             |
| Little Wonder                                        | 26/02/2021            | 06/03/2021            | Tip: 40         | -            |             |

## Hitlijsten

### De Zwaarste Lijst
| Nummer                 | 2009* | 2010* | 2011* | 2012* | 2013 | 2014 | 2015 | 2016 | 2017 | 2018 | 2019 | 2020 | 2021 | 2022 | 2023 | 2024 | 2025 |
| ---------------------- | ----- | ----- | ----- | ----- | ---- | ---- | ---- | ---- | ---- | ---- | ---- | ---- | ---- | ---- | ---- | ---- | ---- |
| Doomsday               | -     | -     | -     | -     | -    | -    | -    | -    | -    | -    | 45   | 57   | 63   | 77   | -    | -    | -    |
| Animals                | -     | -     | -     | -     | -    | -    | -    | -    | -    | -    | -    | -    | 87   | 104  | -    | -    | -    |
| Gone with the wind     | -     | -     | -     | -     | -    | -    | -    | -    | -    | -    | -    | -    | 222  | 408  | -    | -    | -    |
| These Colours Dont Run | -     | -     | -     | -     | -    | -    | -    | -    | -    | -    | -    | -    | 259  | 403  | -    | -    | -    |
| Black Lungs            | -     | -     | -     | -     | -    | -    | -    | -    | -    | -    | -    | -    | 373  | 629  | -    | -    | -    |
| Nihilist               | -     | -     | -     | -     | -    | -    | -    | -    | -    | -    | -    | -    | 424  | 651  | -    | -    | -    |
| Modern Misery          | -     | -     | -     | -     | -    | -    | -    | -    | -    | -    | -    | -    | 537  | 589  | -    | -    | -    |
| Dead Butterflies       | -     | -     | -     | -     | -    | -    | -    | -    | -    | -    | -    | -    | 608  | -    | -    | -    | -    |

- Tot 2012 had de Zwaarste Lijst 70 plaatsen. Dit werd vanaf 2013 verminderd tot 66. In 2021 en 2022 bevatte de lijst 666 plaatsen.